# Cefiso (rio de Atenas)

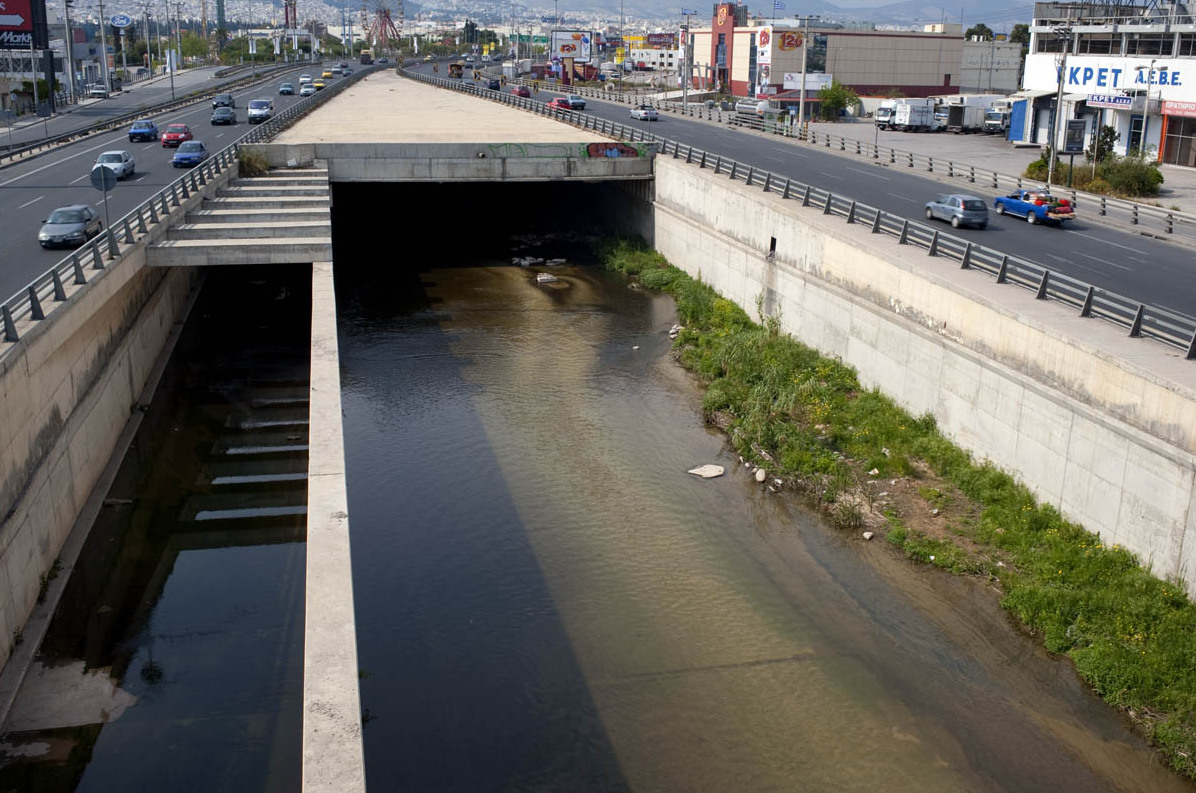
Rio Cefiso na Atenas atual

Cefiso é um rio de Atenas.

## Mitologia
Na mitologia grega, o rio foi o pai de Diogenia, mencionada por Pseudo-Apolodoro na linhagem dos reis de Atenas, pois os três filhos (Cécrope II, Pândoro e Metião) e quatro filhas (Prócris, Creúsa, Ctonia e Orítia) de Erecteu são através da sua esposa Praxiteia, filha de Frásimo e Diogenia.